# 야르무크강

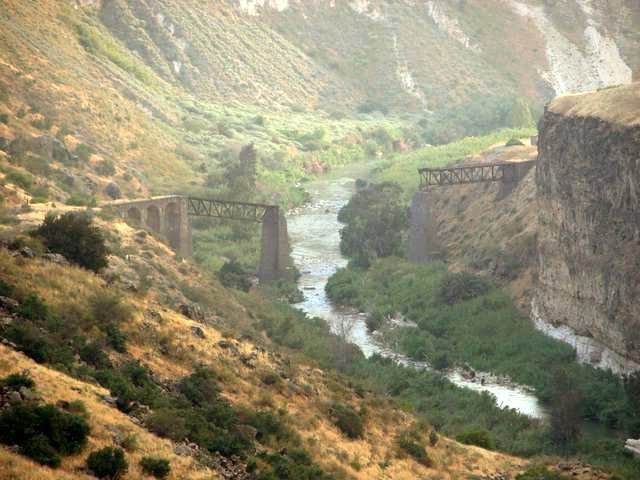
야르무크강

야르무크강(아랍어: نهر اليرموك)은 요르단강의 지류로, 시리아 · 요르단 · 이스라엘을 흐르고 있다.